# リーク・タウンFC
リーク・タウン・フットボールクラブ（Leek Town Football Club）はイングランド、スタッフォードシャー、スタッフォードシャー・ムーアランズ、リークを本拠地とするサッカークラブチームである。2017-2018シーズンはノーザンプレミアリーグ・ディヴィジョン1・サウス（8部相当）に所属。

## タイトル

### 国内タイトル
- ノーザンプレミアリーグ・プレミアディヴィジョン:1回

1996-1997
- ノーザンプレミアリーグ・ディヴィジョン1:1回

1989-1990
- チェシャー・カウンティリーグ:1回

1974-1975
- マンチェスターリーグ:3回

1951-1952, 1971-1972, 1972-1973

### 国際タイトル
- なし